# Karel Weiss (1887)

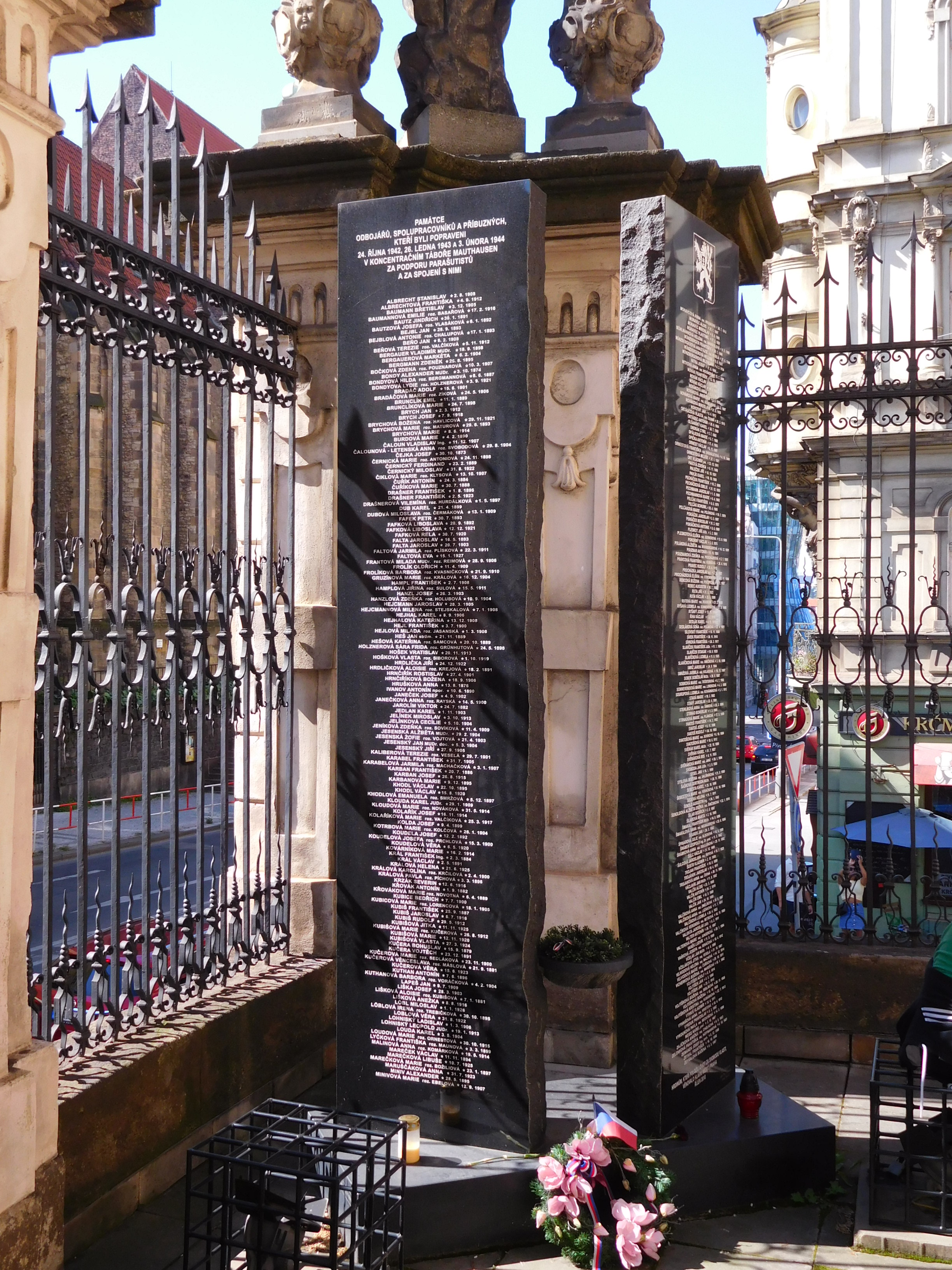
Pomník odbojářům popraveným a umučeným v souvislostí s operací Anthropoid (Resslova ulice)

Karel Weiss (3. října 1887 Milokošť – 24. října 1942 Koncentrační tábor Mauthausen) byl středoškolský profesor působící na státní průmyslové škole textilní v Brně, ve 30. letech 20. století žil v Jičíně a od konce roku 1937 pobýval v malé obci Kacanovy u Turnova. Byl zatčen gestapem během zátahu na odbojáře docenta Vladimíra Krajinu a společně s dalšími jeho podporovateli odsouzen stanným soudem v Praze dne 5. září 1942 k trestu smrti.

## Život

### Rodinný původ
Karel Weiss se narodil 3. října 1887 v Milokošti číslo popisné 21 u Uherského Brodu (dnes je Milokošť část města Veselí nad Moravou v okrese Hodonín) do rodiny Františka Weisse a jeho manželky Cecilie Weissové (rozené Budrovich). V době narození byl Karlův otec zaměstnán jako dozorce na dráze v Záhorovicích. Po studiích pracoval Karel Weiss jako středoškolský učitel na státní průmyslové škole textilní v Brně.

### 30. léta 20. století v Jičíně
V roce 1931 se Karel Weiss přestěhoval do Jičína. Bylo to v době, kdy se zabýval královskou hrou (šachy) a ke konci roku 1931 tam sestavil soupis zájemců o založení šachového spolku pod názvem Šachový klub Jičín. V restauraci U Koubků následně 30. ledna 1932 přijal klub stanovy podle vzoru vydaného Ústředí jednotou českých šachistů (ÚJČŠ). Během února 1932 pak do této organizace formálně vstoupilo Volné sdružení šachistů, které vedl středoškolský profesor Vladimír Červený.
Profesor Vladimír Červený pracoval v Jičíně od roku 1922, učil na jičínském gymnáziu a začátkem 30. let 20. století kolem sebe shromáždil šachový kroužek, který se pravidelně scházel v hotelu Hušek. Po začlenění kroužku do Weissova Šachového klubu Jičín se profesor Červený stal členem výboru Šachového klubu Jičín s funkcí pořadatele a kapitána Šachového klubu Jičín. V průběhu dalších několika let se profesor Červený zasadil o rozkvět oddílu, ale v roce 1937 opustil Jičín a odešel učit do Prahy na smíchovské gymnázium.
Karel Weiss se po založení Šachového klubu Jičín stal jeho prvním starostou a později předsedou. Tuto funkci vykonával až do 22. února 1938. V prvním šachovém družstvu pravidelně hrál i na župních přeborových turnajích. Nějakou dobu mu byla svěřena funkce krajského předsedy Severočeské župy. Kromě aktivit spojených s šachovou hrou byl Karel Weiss v letech 1936 až 1938 redaktorem časopisu Nový směr. V listopadu 1937 se Karel Weiss přestěhoval z Jičína do malé obce jménem Kacanovy u Turnova.

### Odbojová činnost
Po nastolení Protektorátu Čechy a Morava se mnoho českých vlastenců zapojilo do domácího protiněmeckého odboje. Jedním z těch klíčových a gestapem intenzivně hledaných byl vedoucí odbojové organizace ÚVOD docent Vladimír Krajina, který se musel od 15. června 1942 ukrývat na venkově v Českém ráji. Do této oblasti spadala i obec Kacanovy. Tam se dne 20. srpna 1942 pokusilo zatýkací komando gestapa tohoto odbojáře zatknout. Vladimír Krajina se ukrýval v podkroví vily, která patřila turnovskému majiteli továrny na jízdní kola Josefu Čejkovi (* 30. října 1873 – 24. října 1942 KT Mauthausen). Josef Čejka bydlel s podnájemníkem Oldřichem Studničkou (zaměstnancem Čejkovy továrny) v přízemí vily, v prvním patře pak bydlel profesor Karel Weiss se svojí hospodyní Josefinou Šmídovou. Skupina úředníků gestapa (posílená četnickým strážmistrem Miloslavem Hykou z četnické stanice v Turnově) obklíčila objekt a jako první se uvnitř objevili úředníci gestapa Jaroslav Nachtmann a Johann Siebert. Oba tvrdili, že jsou členy komise kontrolující chovy domácího zvířectva a drůbeže a byli za tím účelem označeni bílými páskami na rukávech. Navzdory obklíčení vily se Krajinovi mezitím podařilo uprchnout. Nezanedbatelnou roli v tom hrál omyl úředníků gestapa, kteří se zdrželi v přízemí objektu, kde postřelili Oldřicha Studničku v domnění, že je to Krajina (zraněný byl hledanému vizuálně podoben). Poté, co úředníci záhy odhalili svoje pochybení, zachváceni vztekem obrátili svoji násilnou pozornost ke Karlu Weissovi a Josefu Čejkovi, které ztýrané nakonec ponechali spoutané před vilou. Úředníci gestapa ale marně v okolí pátrali po uprchlém Vladimíru Krajinovi.

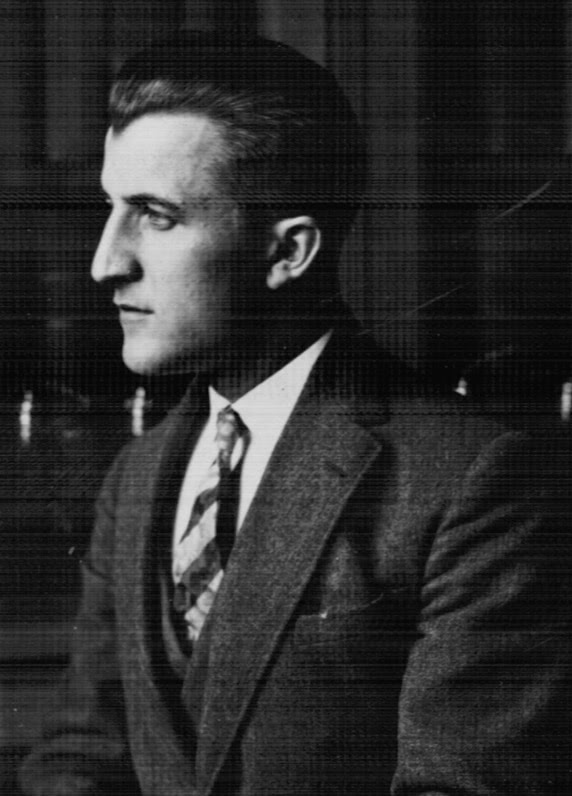
Pronásledovaný odbojář Vladimír Krajina
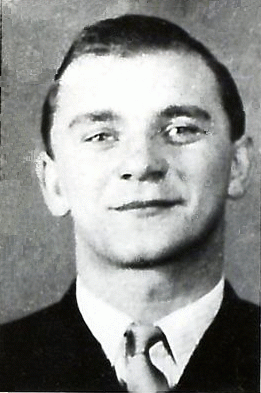
Úředník gestapa Jaroslav Nachtmann

### Zatčení, věznění, ...
Za ukrývání Vladimíra Krajiny byl 20. resp. 21. srpna 1942 Karel Weiss zatčen. K trestu smrti Karla Weisse odsoudil v nepřítomnosti německý stanný soud v Praze dne 5. září 1942. Stanný soud toho dne odsoudil k trestu smrti 8 podporovatelů doc. Vladimíra Krajiny. Kromě Karla Weisse byli mezi odsouzenými ještě:
- František Drašner (* 1. srpna 1896);
- Vilemína Drašnerová (* 1. května 1897);
- František Drašner mladší (* 2. května 1923);
- Josef Čejka (* 30. října 1873);
- Jan Šourek (* 20. května 1892);
- Josef Kolda (* 9. dubna 1899) a
- Ivana Šmakalová.[8]

Někteří z odsouzených podporovatelů Vladimíra Krajiny
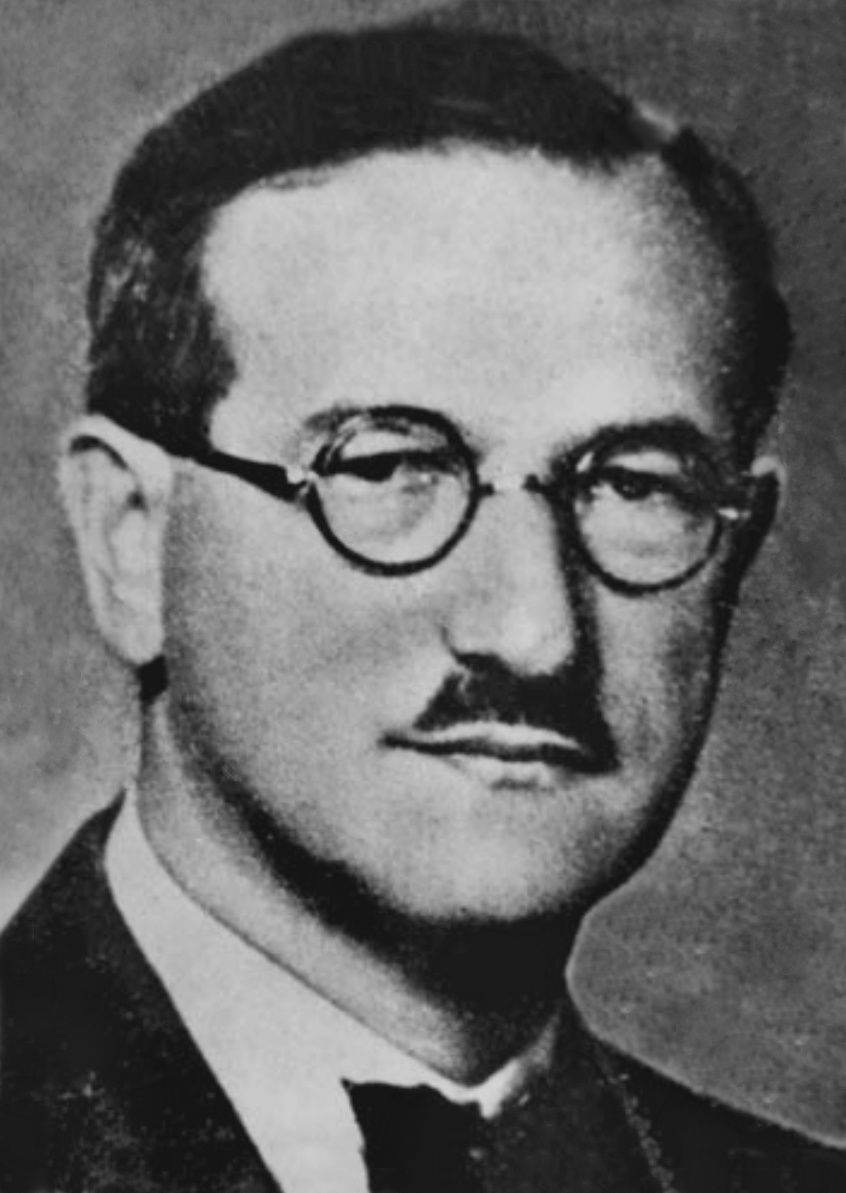
František Drašner
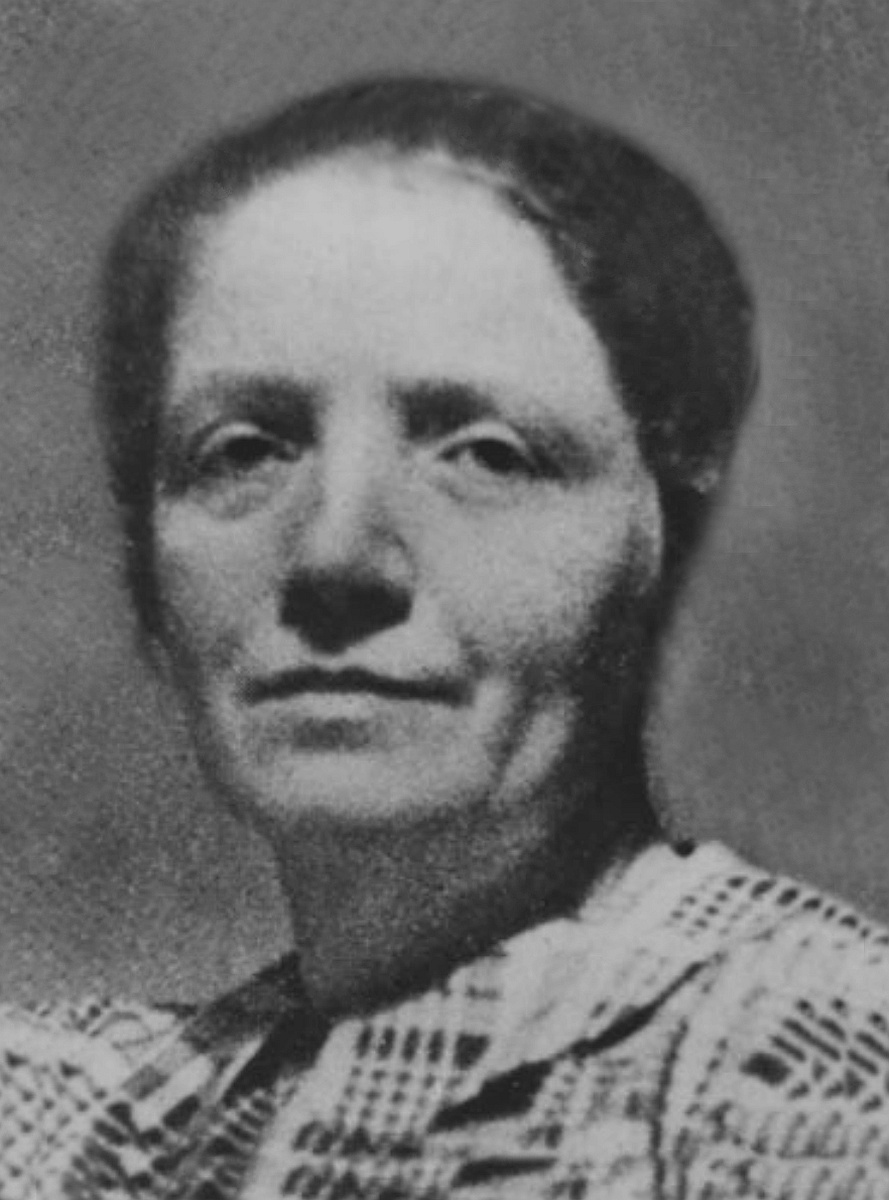
Vilemína Drašnerová
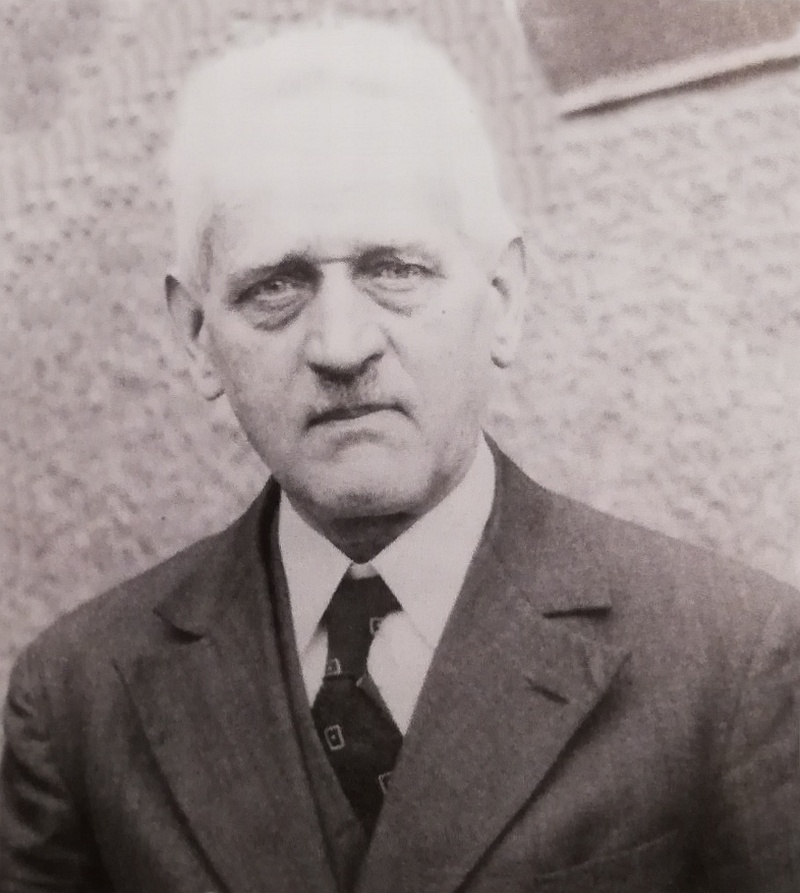
Josef Čejka
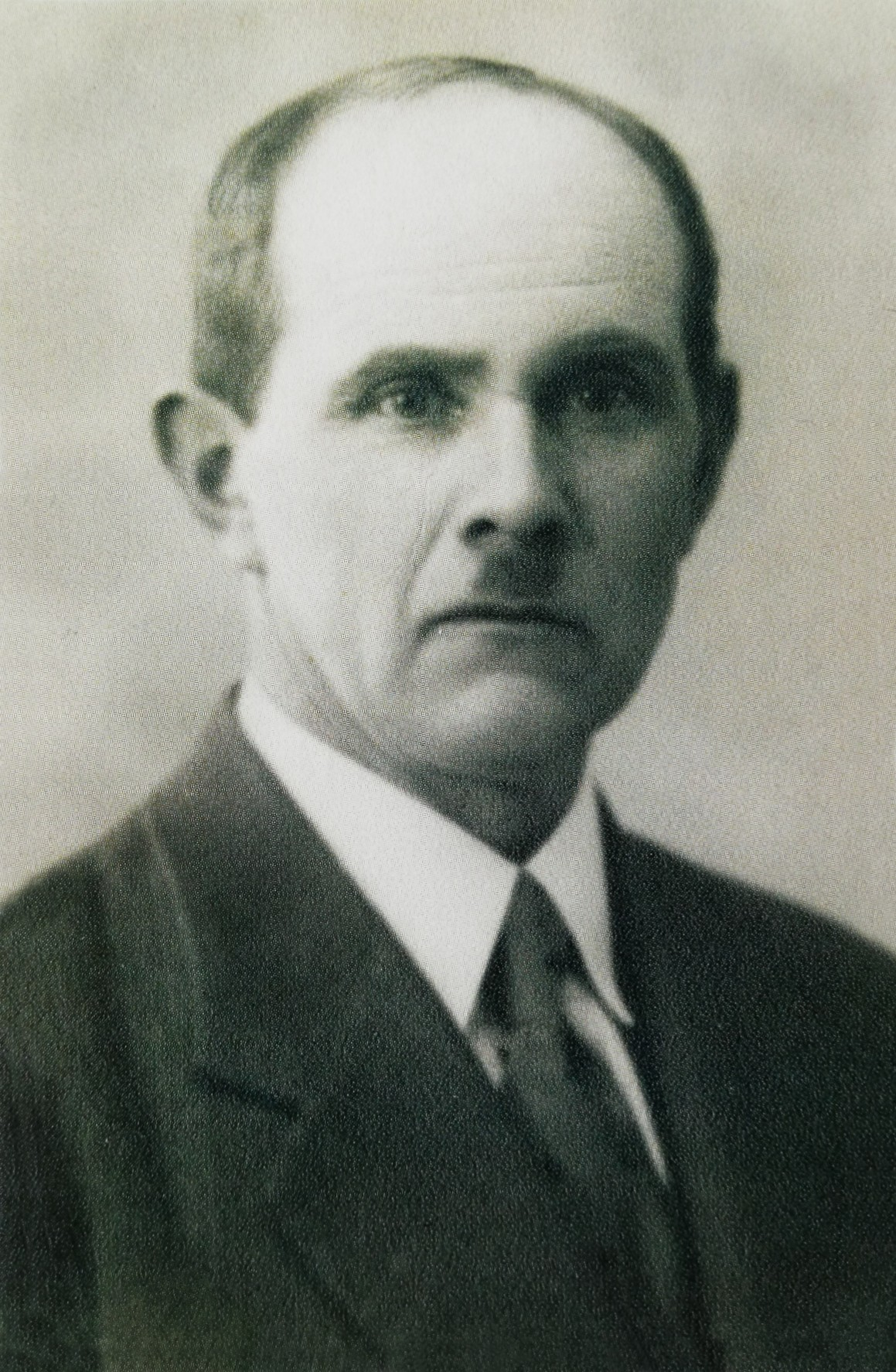
Jan Šourek
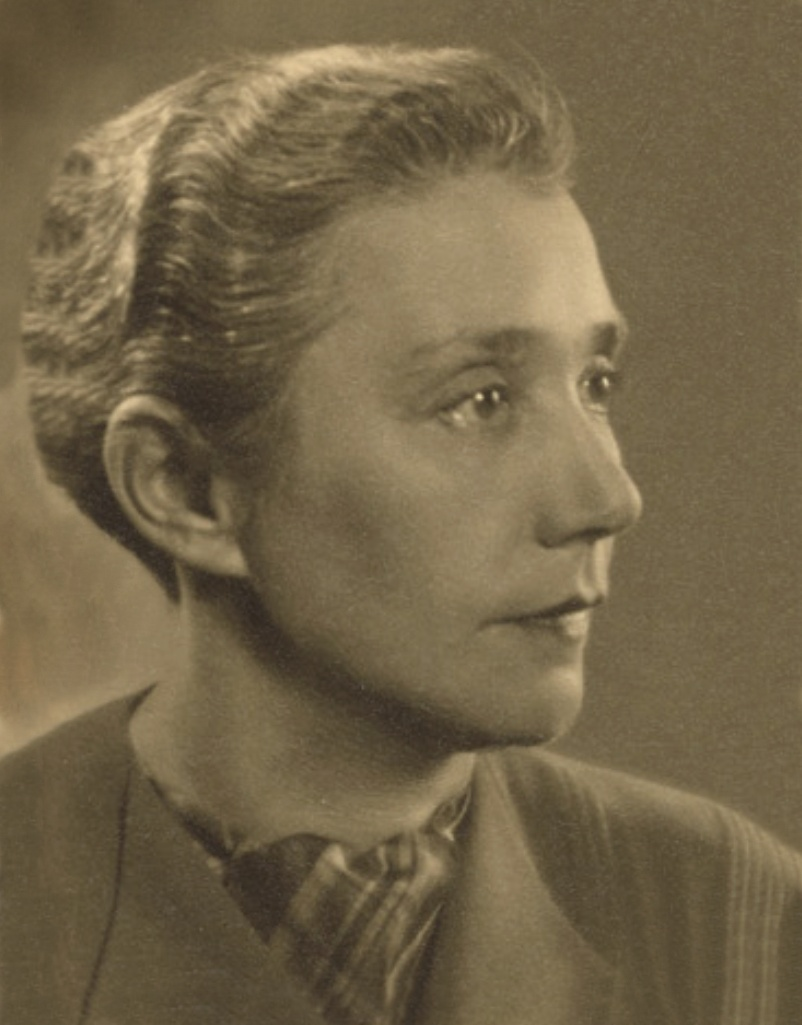
Ivana Šmakalová

Z německé policejní věznice v Praze na Pankráci byl Karel Weiss přemístěn 10. října 1942 do policejní věznice v Malé pevnosti Terezín. Odtud pak byl hromadným transportem s ostatními pomocníky (podporovateli) a příbuznými parašutistů deportován 22. října 1942 do koncentračního tábora Mauthausen. Tam transport dorazil 23. října 1942 a následujícího dne (24. října 1942) byl Karel Weiss zavražděn střelou z malorážní pistole do týla v odstřelovacím koutě mauthausenského „bunkru“ při fiktivní lékařské prohlídce.

## Připomínka
Jeho jméno (Weiss Karel prof. *3.10.1887) je uvedeno na pomníku při pravoslavném chrámu svatého Cyrila a Metoděje (adresa: Praha 2, Resslova 9a). Pomník byl odhalen 26. ledna 2011 a je součástí Národního památníku obětí heydrichiády.